# كين فورد (نحات)
كين فورد (بالإنجليزية: Ken Ford)‏ هو نحات بريطاني، ولد في 25 أبريل 1930، وتوفي في 29 أغسطس 2018.